# Нікола Живков
Нікола Живков (болг. Никола Живков) — болгарський педагог, засновник першого дитячого садка у Болгарії. Автор пісні «Шуми Марица» — гімну Болгарії у 1886—1944 роках.

## Життєпис
Нікола Живков народився 1847 року у Велико-Тирнові. Брат політика Георгі Живкова, письменниці, журналістки, педагогині Вели Благоєвої і Рози Пюскюлієвої — дружини лікаря і мера Варни Ангела Пюскюлієва. У 1861—1867 роках навчався у рідному місті у Петка Славейкова, Ніколи Міхайловскі та інших. У 1867—1869 роках вивчав педагогіку і математику в американській місії у Русе. Згодом працював у книгарні Христо Данова і багато подорожував Болгарією, публікуючи свої враження у газеті «Право». У 1872—1873 роках — повноважний представник Болгарського екзархату та Болгарського громадського центру в Стамбулі і займався відкриттям читалень на болгарських землях та поширенням журналу «Читалище».
Протягом 12 років викладав у Велесі, Варні, Берковиці, Севлієві, Тулчі та Свиштові. Брав участь у редагуванні першого номера газети «Нова Болгарія» Христо Ботева. 1876 року написав пісню «Шуми Марица», яка за десять років стала одним із двох (разом із «Гімном Його Величності Царя») гімнів Болгарії. Брав участь у сербсько-турецькій та російсько-турецькій війнах. У 1878 році видав першу частину книги «Гусла с песни».
Після 1878 року був шкільним інспектором у Видині, Свиштові, Русе та Варні. 1882 року у Свиштові відкрив перший у Болгарії дитячий садок.
Живков — автор підручників («Таємна сила — природа…», 1880; «Дитяча мудрість… ч. 1», 1887), драматичних творів («Ільо-воєвода», 1880; «Світлячок», 1881). Редагував гумористичні газети «Комар», «Комар. Бън-бън-бън — чорбаджиите навън» та «Телеграф». Писав статті для газети «Училище» та інших. Партнер і генеральний поштовий агент компанії з постачання навчальних матеріалів, книг і газет.
Брав участь у македонському визвольному русі, зокрема, у Кресненсько-Разлозькому повстанні, де був командиром першої кавалерійської частини. На початку 1880 року в Русе разом із Василем Діамандієвим та Іваном Ґеорґовим брав участь у створенні Болгарсько-македонської ліги. Того ж року в Русе почала друкуватися газета «Македонець», що була першою газетою в Болгарії, у якій висвітлювалося македонське питання після створення Третього болгарського царства.
Помер у Варні 28 серпня 1901 року.